# Insalde e Porreiras
Insalde e Porreiras (oficialmente: União das Freguesias de Insalde e Porreiras) é uma freguesia portuguesa do município de Paredes de Coura, com 17,59 km² de área e 393 habitantes (censo de 2021). A sua densidade populacional é 22,3 hab./km².

## História
Foi criada aquando da reorganização administrativa de 2012/2013, resultando da agregação das antigas freguesias de Insalde e Porreiras.

## Demografia
A população registada nos censos foi:
| Distribuição da População por Grupos Etários | Distribuição da População por Grupos Etários | Distribuição da População por Grupos Etários | Distribuição da População por Grupos Etários | Distribuição da População por Grupos Etários | Distribuição da População por Grupos Etários |
| -------------------------------------------- | -------------------------------------------- | -------------------------------------------- | -------------------------------------------- | -------------------------------------------- | -------------------------------------------- |
| Antes da agregação                           |                                              |                                              |                                              |                                              |                                              |
| Ano                                          | 0-14 anos                                    | 15-24 anos                                   | 25-64 anos                                   | >= 65 anos                                   | Total                                        |
| 2001                                         | 55                                           | 67                                           | 256                                          | 151                                          | 529                                          |
| 2011                                         | 47                                           | 34                                           | 230                                          | 148                                          | 459                                          |
| Após a agregação                             |                                              |                                              |                                              |                                              |                                              |
| Ano                                          | 0-14 anos                                    | 15-24 anos                                   | 25-64 anos                                   | >= 65 anos                                   | Total                                        |
| 2021                                         | 33                                           | 34                                           | 176                                          | 150                                          | 393                                          |